# Zoogoneticus
Genre
Zoogoneticus est un genre de poisson de la famille des Goodeidae et de l'ordre des Cyprinodontiformes. Ce genre est endémique de l'Amérique.

## Liste des espèces
Selon FishBase (30 juillet 2017) :
- Zoogoneticus purhepechus Domínguez-Domínguez, Pérez-Rodríguez & Doadrio, 2008
- Zoogoneticus quitzeoensis (Bean, 1898)
- Zoogoneticus tequila Webb & Miller, 1998

Selon World Register of Marine Species (30 juillet 2017) :
- Zoogoneticus purhepechus Domínguez-Domínguez, Pérez-Rodríguez & Doadrio, 2008
- Zoogoneticus tequila Webb & Miller, 1998